# دينيز دوز
دينيز إيفون دوز (21 فبراير 1958 - 13 أغسطس 2022)، هي مُمثلة ومُخرجة أمريكية. اشتهرت بأدوارها كسيدة إيفون تيسلي في المسلسل التلفزيوني بيفرلي هيلز 90210.

## من أعمالها
- مسلسل بيفرلي هيلز 90210.
- مسلسل الجارديان.
- غير آمن (مسلسل تلفزيوني).

## وصلات خارجية
- دينيز دوز على موقع IMDb (الإنجليزية)
- دينيز دوز على موقع ألو سيني (الفرنسية)
- دينيز دوز على موقع أول موفي (الإنجليزية)
- دينيز دوز على موقع قاعدة بيانات الأفلام السويدية (السويدية)
- دينيز دوز على موقع قاعدة بيانات الفيلم (الإنجليزية)
- دينيز دوز على موقع كينوبويسك (الروسية)